# Новый Арслан
Новый Арслан (баш. Яңы Арыҫлан, тат. Яңа Арслан) — деревня в Туймазинском районе Башкортостана, входит в состав Бишкураевского сельсовета.  

## История
Название происходит от яңы ‘новый’ и личного имени Арыҫлан
В 1920 г. деревня состояла из 55 дворов, где жили 289 татар.

## Население
| 2002 | 2009 | 2010 |
| ---- | ---- | ---- |
| 24   | ↗33  | ↘19  |

Национальный состав
Согласно переписи 2002 года, преобладающие национальности — татары (62 %), башкиры (38 %).

## Географическое положение
Расстояние до:
- районного центра (Туймазы): 63 км,
- центра сельсовета (Бишкураево): 18 км,
- ближайшей ж/д станции (Кандры): 38 км.